# 阿戈斯蒂诺·卡拉奇

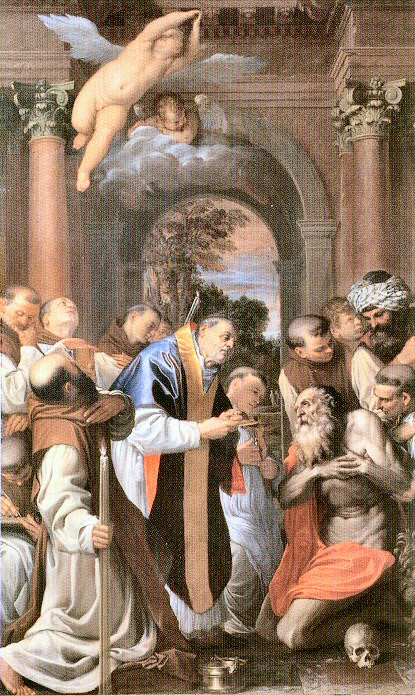
卡拉奇的代表作：《圣哲罗姆的最后圣餐》（The Communion of St. Jerome ）

阿戈斯蒂诺·卡拉奇（義大利語：Agostino Carracci，發音：[aɡoˈstiːno karˈrattʃi]；1557年8月16日—1602年3月22日），意大利画家、版画家，代表作《圣哲罗姆的最后圣餐》（The Communion of St. Jerome ）。他与其弟安尼巴莱·卡拉奇、堂兄卢多维科·卡拉奇合称为卡拉奇三兄弟。

## 生平
阿戈斯蒂诺·卡拉奇出生在博洛尼亚，是一个裁缝的儿子。他最初接受的是金匠培训。后来他学习绘画，前往帕尔马学习柯勒乔的作品。在弟弟安尼巴莱的陪同下，他在威尼斯呆了很长时间，在那里，他在著名的科内利斯·科特手下接受了雕刻师的培训。从1574年开始，他担任复制雕刻师，复制16世纪大师的作品，如费德里科·巴罗奇、丁托列托、安东尼奥·坎皮、保罗·委罗内塞和柯勒乔。他还制作了一些原创版画，包括两幅蚀刻版画。
他曾到威尼斯（1582；1587-1589）和帕尔马（1586-1587）旅行。他与安尼巴莱和卢多维科一起在博洛尼亚创作了法瓦宫（《伊阿宋和美狄亚的历史》，1584年）和马尼亚尼宫（《罗慕路斯的历史》，1590-1592年）的壁画。1592年，他画了代表作《圣哲罗姆的圣餐》。1598年，卡拉奇在罗马与他的兄弟安尼巴莱一起合作，共同装饰法尔内塞宫的画廊。1600年他去世。阿戈斯蒂诺的儿子安东尼奥·卡拉奇也是一名画家。